# Сара Соррібес Тормо
Сара Соррібес Тормо (ісп. Sara Sorribes Tormo; нар. 8 жовтня 1996, Ла-Валь-д'Уйшо) — іспанська тенісистка.

## Фінали турнірів WTA

### Одиночний розряд: 2 (2 титули)
| Легенда                      |
| ---------------------------- |
| Турніри Великого шлему (0–0) |
| Турніри WTA 1000 (0–0)       |
| Турніри WTA 500 (0–0)        |
| Турніри WTA 250 (2–0)        |

| Фінали за покриттям |
| ------------------- |
| Тверде (2–0)        |
| Ґрунт (0–0)         |
| Трава (0–0)         |

| Результат | W-L | Дата     | Турнір                   | Категорія | Покриття | Опонент               | Рахунок       |
| --------- | --- | -------- | ------------------------ | --------- | -------- | --------------------- | ------------- |
| Перемога  | 1–0 | Бер 2021 | Abierto Zapopan, Мексика | WTA 250   | Тверде   | Ежені Бушар           | 6–2, 7–5      |
| Перемога  | 2–0 | Сер 2023 | Tennis in the Land, США  | WTA 250   | Тверде   | Катерина Олександрова | 3–6, 6–4, 6–4 |

### Парний розряд: 7 (6 титулів, 1 поразка)
| Легенда          |
| ---------------- |
| Grand Slam (0–0) |
| WTA 1000 (2–0)   |
| WTA 500 (0–0)    |
| WTA 250 (3–1)    |

| Фінали за покриттям |
| ------------------- |
| Тверде (2–0)        |
| Ґрунт (3–0)         |
| Трава (0–1)         |

| Результат | В-П | Дата     | Турнір                                  | Категорія     | Покриття | Партнер                    | Опоненти                                 | Рахунок          |
| --------- | --- | -------- | --------------------------------------- | ------------- | -------- | -------------------------- | ---------------------------------------- | ---------------- |
| Перемога  | 1–0 | Кві 2018 | Monterrey Open, Мексика                 | International | Тверде   | Наомі Броді                | Дезіре Кравчик Джуліана Ольмос           | 3–6, 6–4, [10–8] |
| Перемога  | 2–0 | Тра 2019 | Гран-прі принцеси Лалли Мер'єм, Марокко | International | Ґрунт    | Марія Хосе Мартінес Санчес | Георгіна Гарсія Перес Оксана Калашникова | 7–5, 6–1         |
| Поразка   | 2–1 | Чер 2019 | Mallorca Open, Іспанія                  | International | Трава    | Марія Хосе Мартінес Санчес | Кірстен Фліпкенс Юганна Ларссон          | 2–6, 4–6         |
| Перемога  | 3–1 | 2022     | Istanbul Cup, Туреччина                 | WTA 250       | Ґрунт    | Маріє Боузкова             | Натела Дзаламідзе Камілла Рахімова       | 6–3, 6–4         |
| Перемога  | 4–1 | 2023     | China Open, КНР                         | WTA 1000      | Тверде   | Марія Бузкова              | Джуліана Ольмос Чжань Хаоцін             | 3–6, 6–0, [10–4] |
| Перемога  | 5–1 | Тра 2024 | Мастерс Мадрид, Іспанія                 | WTA 1000      | Ґрунт    | Крістіна Букша             | Барбора Крейчикова Лаура Зігемунд        | 6–0, 6–2         |
| Перемога  | 6–1 | Бер 2025 | Copa Colsanitas Santander, Колумбія     | WTA 250       | Ґрунт    | Крістіна Букса             | Ірина Бара Лаура Пігоссі                 | 5–7, 6–2, [10–5] |

## Фінали WTA Challenger

### Одиночний розряд: 1 (1 поразка)
| Результат | Дата     | Турнір                             | Покриття | Опонент         | Рахунок  |
| --------- | -------- | ---------------------------------- | -------- | --------------- | -------- |
| Поразка   | Чер 2019 | Croatian Bol Ladies Open, Хорватія | Ґрунт    | Тамара Зіданшек | 5–7, 5–7 |

### Парний розряд: 1 (1 титул)
| Результат | Дата     | Турнір                   | Покриття   | Партнер               | Опоненти                                 | Рахунок       |
| --------- | -------- | ------------------------ | ---------- | --------------------- | ---------------------------------------- | ------------- |
| Перемога  | Гру 2019 | Open de Limoges, Франція | Тверде (i) | Георгіна Гарсія Перес | Катерина Олександрова Оксана Калашникова | 6–2, 7–6(7–3) |

## Фінали ITF (11–8)

### Одиночний розряд (7–7)
| Легенда          |
| ---------------- |
| Турніри $100,000 |
| Турніри $75,000  |
| Турніри $50,000  |
| Турніри $25,000  |
| Турніри $15,000  |
| Турніри $10,000  |

| Фінали за покриттям |
| ------------------- |
| Тверде (1–1)        |
| Ґрунт (6–5)         |
| Трава (0–1)         |
| Килим (0–0)         |

| Результат | Ранг | Дата              | Категорія | Турнір                       | Покриття | Опонент                   | Рахунок            |
| --------- | ---- | ----------------- | --------- | ---------------------------- | -------- | ------------------------- | ------------------ |
| Поразка   | 1.   | 12 березня 2012   | $10,000   | Мадрид, Іспанія              | Ґрунт    | Estelle Guisard           | 0–6, 6–7(5–7)      |
| Перемога  | 1.   | 19 березня 2012   | $10,000   | Мадрид, Іспанія              | Ґрунт    | Isabel Rapisarda Calvo    | 6–2, 7–6(10–8)     |
| Перемога  | 2.   | 13 серпня 2012    | $10,000   | Локрі, Італія                | Ґрунт    | Анастасія Гримальська     | 6–3, 7–5           |
| Перемога  | 3.   | 20 серпня 2012    | $10,000   | Тоді, Італія                 | Ґрунт    | Rocío de la Torre Sánchez | 4–6, 6–1, 6–3      |
| Перемога  | 4.   | 19 листопада 2012 | $10,000   | Ла-Валь-д'Уйшо, Іспанія      | Ґрунт    | Ольга Саес Ларра          | 6–1, 6–1           |
| Поразка   | 2.   | 22 квітня 2013    | $25,000   | Туніс (місто), Туніс         | Ґрунт    | Унс Джабір                | 3–6, 2–6           |
| Поразка   | 3.   | 14 квітня 2014    | $10,000   | Пула (Італія), Італія        | Ґрунт    | Андрея Міту               | 4–6, 3–6           |
| Перемога  | 5.   | 11 серпня 2014    | $25,000   | Westende, Бельгія            | Тверде   | Їсалін Бонавентюре        | 6–2, 6–0           |
| Поразка   | 4.   | 26 січня 2015     | $25,000   | Санрайз (Флорида), США       | Ґрунт    | Сачія Вікері              | 2–6, 6–2, 3–6      |
| Перемога  | 6.   | 22 лютого 2016    | $25,000   | Сан-Паулу, Бразилія          | Ґрунт    | Андрея Міту               | 7–5, 6–1           |
| Перемога  | 7.   | 6 червня 2016     | $50,000   | Ессен, Німеччина             | Ґрунт    | Кароліна Мухова           | 7–6(7–5), 6–4      |
| Поразка   | 5.   | 17 жовтня 2016    | $100,000  | Шарм-еш-Шейх, Єгипет         | Тверде   | Донна Векич               | 2–6, 7–6(9–7), 3–6 |
| Поразка   | 6.   | 20 травня 2018    | $25,000   | Ла-Бісбал-д'Ампурда, Іспанія | Ґрунт    | Катінка фон Дайхманн      | 3–6, 6–3, 3–6      |
| Поразка   | 7.   | 18 червня 2018    | $100,000  | Манчестер, Велика Британія   | Трава    | Унс Джабір                | 2–6, 1–6           |

### Парний розряд (4–1)
| Легенда          |
| ---------------- |
| Турніри $100,000 |
| Турніри $75,000  |
| Турніри $50,000  |
| Турніри $25,000  |
| Турніри $15,000  |
| Турніри $10,000  |

| Фінали за покриттям |
| ------------------- |
| Тверде (0–0)        |
| Ґрунт (4–1)         |
| Трава (0–0)         |
| Килим (0–0)         |

| Результат | Ранг | Дата           | Категорія | Турнір            | Покриття | Партнер                | Опоненти                         | Рахунок           |
| --------- | ---- | -------------- | --------- | ----------------- | -------- | ---------------------- | -------------------------------- | ----------------- |
| Перемога  | 1.   | 13 серпня 2012 | $10,000   | Локрі, Італія     | Ґрунт    | Десіпна Папаміхаїл     | Kana Daniel Nastassia Rubel      | 6–1, 6–0          |
| Перемога  | 2.   | 20 серпня 2012 | $10,000   | Тоді, Італія      | Ґрунт    | Nastassia Rubel        | Alessia Camplone Sara Sussarello | 6–1, 6–0          |
| Перемога  | 3.   | 16 червня 2014 | $25,000   | Монпельє, Франція | Ґрунт    | Інес Феррер Суарес     | Сюй Цзеюй Еліца Костова          | 2–6, 6–3, [12–10] |
| Перемога  | 4.   | 23 червня 2014 | $25,000   | Періге, Франція   | Ґрунт    | Андреа Гаміс           | Габріела Се Флоренсія Молінеро   | 5–7, 6–4, [10–8]  |
| Поразка   | 1.   | 25 липня 2016  | $75,000   | Прага, Чехія      | Ґрунт    | Сільвія Солер Еспіноза | Демі Схюрс Рената Ворачова       | 5–7, 6–3, [4–10]  |

## Виступи у турнірах Великого шолома

### Одиночний розряд
| Турніри Великого шолома                |     |     |     |     |     |
| Відкритий чемпіонат Австралії з тенісу | A   | К2р | 1р  | A   | 0–1 |
| Відкритий чемпіонат Франції з тенісу   | К1р | 1р  | 1р  | К2р | 0–2 |
| Вімблдонський турнір                   | К2р | К1р | 1р  | 2р  | 1–2 |
| Відкритий чемпіонат США з тенісу       | A   | К2р | 1р  |     | 0–1 |
| Перемоги-Поразки                       | 0–0 | 0–1 | 0–4 | 1–1 | 1–6 |

### Парний розряд
| Турніри Великого шолома                |     |     |     |
| Відкритий чемпіонат Австралії з тенісу | A   | A   | 0–0 |
| Відкритий чемпіонат Франції з тенісу   | A   | 3р  | 2–1 |
| Вімблдонський турнір                   | A   | 1р  | 0–1 |
| Відкритий чемпіонат США з тенісу       | 3р  |     | 2–1 |
| Перемоги-Поразки                       | 2–1 | 2–2 | 4–3 |

## Юніорські фінали турнірів Великого шолома

### Парний розряд
| Результат | Рік  | Турнір                           | Покриття | Партнер        | Опоненти                              | Рахунок  |
| --------- | ---- | -------------------------------- | -------- | -------------- | ------------------------------------- | -------- |
| Поразка   | 2013 | Відкритий чемпіонат США з тенісу | Тверде   | Белінда Бенчич | Барбора Крейчикова Катержина Сінякова | 3–6, 4–6 |